# Cubanops armasi
Espèce
Cubanops armasi est une espèce d'araignées aranéomorphes de la famille des Caponiidae.

## Distribution
Cette espèce est endémique de Cuba. Elle se rencontre dans le Nord des provinces de Las Tunas et de Holguín.

## Description
Le mâle holotype mesure 2,40 mm et la femelle 3,98 mm.

## Étymologie
Cette espèce est nommée en l'honneur de Luis F. de Armas.

## Publication originale
- Sánchez-Ruiz, Platnick & Dupérré, 2010 : A new genus of the spider family Caponiidae (Araneae, Haplogynae) from the West Indies. American Museum novitates, no 3705, p. 1-44 (texte intégral).